# Adolf Chlumský
Adolf Chlumský (3. října 1842, Dvakačovice – 1. února 1919, Brenham, USA) byl český evangelicko-helvétský farář, Čechoameričan.

## Životopis
Studoval na gymnáziích v Těšíně a Levoči. V Těšíně se seznámil se srbským princem Petrem. Teologii studoval ve Vídni a v Basileji. Ordinován byl roku 1866. V roce 1867 se oženil s Julií Rosou Kúnovou. Působil pak jako kazatel ve Velké Lhotě u Dačic a v Krabčicích. Angažoval se v práci Červeného kříže. V roce 1889 přijel do Texasu a usadil se ve městě Brenham. Věnoval se farmaření a kazatelství; založil několik sborů. Od roku 1902 vydával časopis Bratrské listy; šéfredaktorem časopisu byl do roku 1912. Časopis byl původně český, později v něm přibývalo článků v angličtině.
Byl bratrem kazatele Jaroslava Ludvíka Chlumského (1846–1901).